# نهر بيلايا
بيلايا (بالروسية: Белая، ويسمى بالبشكيرية أغيدل Ағиҙел) هو نهر في جمهوريتي باشكورتوستان وتتارستان في روسيا.